# Rata Pizzera
Rata Pizzera es un meme de Internet basado en un vídeo viral de una rata marrón.En este se observa a la rata cargando una porción de pizza por las escaleras de una estación del metro de la ciudad de Nueva York en Manhattan. El video se subió por primera vez a Instagram el 21 de septiembre de 2015 y luego se subió una copia a YouTube. Para septiembre de 2023 el vídeo de YouTube tenía más de 12,35 millones de visitas.

## Impacto
A las pocas horas de la publicación del vídeo, #PizzaRat se convirtió en tendencia en Twitter y, para el 23 de septiembre, el clip había sido visto más de cinco millones de veces.   BuzzFeed, DNAinfo y Gothamist rápidamente escribieron artículos al respecto. En consecuencia directa de su popularidad digital, los disfraces de Pizza Rat, así como los disfraces "sexys" de Pizza Rat, se viralizaron para Halloween de ese año. 
Popular Science identificó a la rata como una rata marrón común y resaltó lo raro de que los humanos se pudieran acercar tanto como lo hizo Matt Little, el individuo que originalmente publicó el video en YouTube, mientras lo filmaba. Esta actitud lo atribuyeron a que la rata tenía demasiada hambre para correr o a que estaba más acostumbrada a los humanos que otras ratas.
El Washington Post creó una línea de tiempo del avance del meme, comenzando con su subida el 21 de septiembre. El artículo argumentó que la muerte del meme dos días después de su creación inicial era fácilmente explicable debido a su abuso por periodistas y especialistas en marketing que intentaron ganar influencia, así como que los propios usuarios lo compartieran en exceso. 
Los Yankees de Staten Island rebautizados como Staten Island Pizza Rats durante varios juegos, utilizaron uniformes y ofrecieron productos que representaban una rata de pizza estilizada.